# Pawel Sergejewitsch Kaloschin
Pawel Sergejewitsch Kaloschin (russisch Павел Сергеевич Калошин; * 13. März 1998 in Balaschicha) ist ein russischer Fußballspieler.

## Karriere
Kaloschin begann seine Karriere bei Spartak Moskau. Im Januar 2016 wechselte er in die Jugend des FK Chimki. In weiterer Folge wechselte er im Halbjahresrhythmus den Verein, so spielte er in der Jugend von Arsenal Tula, dem FK Dolgoprudny, dem FK Tosno und ab Januar 2018 von Anschi Machatschkala. Im August 2018 stand er gegen Spartak Moskau erstmals im Profikader von Anschi. Sein Debüt in der Premjer-Liga gab er schließlich im März 2019, als er am 18. Spieltag der Saison 2018/19 gegen den FK Orenburg in der Startelf stand. Bis Saisonende kam der Innenverteidiger zu zwölf Erstligaeinsätzen. Machatschkala stieg zu Saisonende allerdings aus der Premjer-Liga ab, der Verein erhielt nach dem Abstieg aber keine Zweitligalizenz und wurde direkt in die dritte Liga durchgereicht.
Daraufhin wechselte Kaloschin zur Saison 2019/20 zum Erstligisten Achmat Grosny, wurde jedoch direkt an den Zweitligisten Torpedo Moskau verliehen. Bei seinem zweiten Einsatz für Torpedo in der Perwenstwo FNL riss er sich allerdings das Kreuzband und fiel somit bis Saisonende aus. Zur Saison 2020/21 kehrte nach Grosny zurück. Dort kam er nach seiner Rückkehr allerdings nie zum Einsatz.
Im August 2021 wechselte Kaloschin zum Drittligisten Irtysch Omsk.